# 比特兴巴赫
比特兴巴赫（德語：Bütgenbach，德語發音：[ˈbyːtçənˌbax]，发音同“Bühtchenbach”，發音：[bytʃənbak]）是比利时瓦隆大区列日省韋爾維耶區的一个语言便利市镇，西北与德国接壤，通行德语，是比利時德語社群与东比利时的一部分，人口5,605人（2018年1月1日；2022年1月1日）。作为一个语言便利市镇，比特兴巴赫市政部门为法语使用者提供法语服务。

## 地名
该地名“Bütgenbach”为德语名，其另有法语别名“Butgenbach”，《世界地名翻译大辞典》与《世界地名译名词典》误将其法语别名“Butgenbach”当作荷兰语名而误译作“比特亨巴赫”。